# Campeonato Mundial de Esquí Alpino de 2027
El XLIX Campeonato Mundial de Esquí Alpino se celebrará en la localidad alpina de Crans-Montana (Suiza) en el año 2027 bajo la organización de la Federación Internacional de Esquí (FIS) y la Federación Suiza de Esquí.